# Élections législatives de 1981 dans la Seine-Maritime
Les élections législatives françaises de 1981 dans la Seine-Maritime se déroulent les 14 et 21 juin 1981.

## Élus
| Circonscription | Député sortant    | Parti | Parti     | Député élu ou réélu | Parti | Parti |
| --------------- | ----------------- | ----- | --------- | ------------------- | ----- | ----- |
| 1re             | Henri Colombier   |       | UDF (CDS) | Michel Bérégovoy    |       | PS    |
| 2e              | Laurent Fabius    |       | PS        | Laurent Fabius      |       | PS    |
| 3e              | Roland Leroy      |       | PCF       | Pierre Bourguignon  |       | PS    |
| 4e              | Colette Privat    |       | PCF       | Jean-Claude Bateux  |       | PS    |
| 5e              | Charles Revet     |       | UDF (PR)  | Paul Dhaille        |       | PS    |
| 6e              | Antoine Rufenacht |       | RPR       | Joseph Menga        |       | PS    |
| 7e              | André Duroméa     |       | PCF       | André Duroméa       |       | PCF   |
| 8e              | Roger Fossé       |       | RPR       | Roger Fossé         |       | RPR   |
| 9e              | Irénée Bourgois   |       | PCF       | Jean Beaufils       |       | PS    |
| 10e             | Georges Delatre   |       | RPR       | Georges Delatre     |       | RPR   |

## Positionnement des partis
La majorité sortante UDF-RPR se présente sous le sigle « Union pour la nouvelle majorité », le Parti socialiste unifié sous l'étiquette « Alternative 81 ».

## Résultats

### Résultats à l'échelle du département
| Parti          | Parti                              | Premier tour | Premier tour | Second tour | Second tour | Sièges |
| Parti          | Parti                              | Voix         | %            | Voix        | %           | Sièges |
| -------------- | ---------------------------------- | ------------ | ------------ | ----------- | ----------- | ------ |
|                | Parti socialiste                   | 196 466      | 35,15        | 207 323     | 59,71       | 7      |
|                | Parti communiste français          | 123 776      | 22,14        | Retrait     | Retrait     | 1      |
|                | Majorité présidentielle            | 320 242      | 57,30        | 207 323     | 59,71       | 8      |
|                |                                    |              |              |             |             |        |
|                | Rassemblement pour la République   | 121 418      | 21,72        | 55 302      | 15,93       | 2      |
|                | Union pour la démocratie française | 85 621       | 15,32        | 84 601      | 24,36       | 0      |
|                | Divers droite                      | 12 879       | 2,30         |             |             | 0      |
|                | Mouvement des démocrates           | 636          | 0,11         | 0           |             |        |
|                | Union pour la nouvelle majorité    | 220 554      | 39,46        | 139 903     | 40,29       | 2      |
|                |                                    |              |              |             |             |        |
|                | Divers écologiste                  | 6 813        | 1,22         |             |             | 0      |
|                | Extrême gauche (LO et LCR)         | 4 674        | 0,83         | 0           |             |        |
|                | Parti socialiste unifié            | 4 217        | 0,75         | 0           |             |        |
|                | Divers gauche                      | 1 963        | 0,35         | 0           |             |        |
|                | Extrême droite                     | 461          | 0,08         | 0           |             |        |
|                |                                    |              |              |             |             |        |
| Inscrits       | Inscrits                           | 784 796      | 100,00       | 494 351     | 100,00      | 10     |
| Abstentions    | Abstentions                        | 218 427      | 27,83        | 130 754     | 26,45       |        |
| Votants        | Votants                            | 566 369      | 72,17        | 363 597     | 73,55       |        |
| Blancs et nuls | Blancs et nuls                     | 7 445        | 1,31         | 16 371      | 4,5         |        |
| Exprimés       | Exprimés                           | 558 924      | 98,69        | 347 226     | 95,5        |        |

### Résultats par circonscription

#### Première circonscription (Rouen-Nord)
| Candidat       | Candidat                | Parti           | Premier tour | Premier tour | Second tour | Second tour |  |
| Candidat       | Candidat                | Parti           | Voix         | %            | Voix        | %           |  |
| -------------- | ----------------------- | --------------- | ------------ | ------------ | ----------- | ----------- |  |
|                | Henri Colombier sortant | UDF (CDS) (UNM) | 23 418       | 48,04        | 25 571      | 48,92       |  |
|                | Michel Bérégovoy élu    | PS              | 17 039       | 34,95        | 26 696      | 51,08       |  |
|                | Jean-Claude Pézier      | PCF             | 6 325        | 12,98        |             |             |  |
|                | Maurice Deliquaire      | PSU             | 1 257        | 2,58         |             |             |  |
|                | Gisèle Lapeyre          | LO              | 705          | 1,45         |             |             |  |
|                |                         |                 |              |              |             |             |  |
| Inscrits       | Inscrits                | Inscrits        | 70 833       | 100,00       | 70 832      | 100,00      |  |
| Abstentions    | Abstentions             | Abstentions     | 21 385       | 30,19        | 17 901      | 25,27       |  |
| Votants        | Votants                 | Votants         | 49 448       | 69,81        | 52 931      | 74,73       |  |
| Blancs et nuls | Blancs et nuls          | Blancs et nuls  | 704          | 1,42         | 664         | 1,25        |  |
| Exprimés       | Exprimés                | Exprimés        | 48 744       | 98,58        | 52 267      | 98,75       |  |

#### Deuxième circonscription (Elbeuf)
|                | Laurent Fabius sortant réélu | PS             | 36 944 | 54,77  |  |  |  |
|                | Henri Levillain              | PCF            | 11 073 | 16,42  |  |  |  |
|                | Lawrence Canu                | UDF (PR)       | 9 404  | 13,94  |  |  |  |
|                | Roger Seri                   | RPR (UNM)      | 9 143  | 13,55  |  |  |  |
|                | Abd-el-Krim Ben Lahoussine   | LO             | 885    | 1,31   |  |  |  |
|                |                              |                |        |        |  |  |  |
| Inscrits       | Inscrits                     | Inscrits       | 97 057 | 100,00 |  |  |  |
| Abstentions    | Abstentions                  | Abstentions    | 28 606 | 29,47  |  |  |  |
| Votants        | Votants                      | Votants        | 68 451 | 70,53  |  |  |  |
| Blancs et nuls | Blancs et nuls               | Blancs et nuls | 1 002  | 1,46   |  |  |  |
| Exprimés       | Exprimés                     | Exprimés       | 67 449 | 98,54  |  |  |  |

#### Troisième circonscription (Rouen-Sud)
| Candidat       | Candidat               | Parti          | Premier tour | Premier tour | Second tour | Second tour |  |
| Candidat       | Candidat               | Parti          | Voix         | %            | Voix        | %           |  |
| -------------- | ---------------------- | -------------- | ------------ | ------------ | ----------- | ----------- |  |
|                | Pierre Bourguignon élu | PS             | 16 540       | 33,69        | 29 802      | 100,00      |  |
|                | Roland Leroy sortant   | PCF            | 14 636       | 29,82        | Retrait     | Retrait     |  |
|                | André Danet            | UDF (PR)       | 8 974        | 18,28        |             |             |  |
|                | Serge Piquenot         | Divers droite  | 3 574        | 7,28         |             |             |  |
|                | Jean-Pierre Dubocage   | RPR (UNM)      | 2 937        | 5,98         |             |             |  |
|                | Catherine Marre        | MÉP            | 907          | 1,85         |             |             |  |
|                | Anne-Marie Cardon      | PSU            | 660          | 1,34         |             |             |  |
|                | Michel Vepierre        | LO             | 418          | 0,85         |             |             |  |
|                | José Perez             | LCR            | 237          | 0,48         |             |             |  |
|                | Georges Bellien        | Divers gauche  | 203          | 0,41         |             |             |  |
|                |                        |                |              |              |             |             |  |
| Inscrits       | Inscrits               | Inscrits       | 72 423       | 100,00       | 72 404      | 100,00      |  |
| Abstentions    | Abstentions            | Abstentions    | 22 797       | 31,48        | 31 496      | 43,5        |  |
| Votants        | Votants                | Votants        | 49 626       | 68,52        | 40 908      | 56,5        |  |
| Blancs et nuls | Blancs et nuls         | Blancs et nuls | 540          | 1,09         | 11 106      | 27,15       |  |
| Exprimés       | Exprimés               | Exprimés       | 49 086       | 98,91        | 29 802      | 72,85       |  |

#### Quatrième circonscription (Pavilly)
| Candidat       | Candidat                | Parti             | Premier tour | Premier tour | Second tour | Second tour |  |
| Candidat       | Candidat                | Parti             | Voix         | %            | Voix        | %           |  |
| -------------- | ----------------------- | ----------------- | ------------ | ------------ | ----------- | ----------- |  |
|                | Jean-Claude Bateux élu  | PS                | 21 160       | 31,21        | 42 325      | 60,04       |  |
|                | Colette Privat sortante | PCF               | 17 365       | 25,61        | Retrait     | Retrait     |  |
|                | André Martin            | UDF (MDSF)        | 15 897       | 23,44        | 28 164      | 39,96       |  |
|                | Gérard Simon            | RPR (UNM)         | 9 696        | 14,30        |             |             |  |
|                | Pierre Castaing         | Divers écologiste | 1 450        | 2,14         |             |             |  |
|                | Serge Gomont            | Divers gauche     | 1 000        | 1,47         |             |             |  |
|                | Monique Wable           | PSU               | 643          | 0,95         |             |             |  |
|                | Francine Conche         | LO                | 596          | 0,88         |             |             |  |
|                |                         |                   |              |              |             |             |  |
| Inscrits       | Inscrits                | Inscrits          | 96 184       | 100,00       | 96 182      | 100,00      |  |
| Abstentions    | Abstentions             | Abstentions       | 27 396       | 28,48        | 24 220      | 25,18       |  |
| Votants        | Votants                 | Votants           | 68 788       | 71,52        | 71 962      | 74,82       |  |
| Blancs et nuls | Blancs et nuls          | Blancs et nuls    | 981          | 1,43         | 1 473       | 2,05        |  |
| Exprimés       | Exprimés                | Exprimés          | 67 807       | 98,57        | 70 489      | 97,95       |  |

#### Cinquième circonscription (Fécamp)
| Candidat       | Candidat              | Parti          | Premier tour | Premier tour | Second tour | Second tour |  |
| Candidat       | Candidat              | Parti          | Voix         | %            | Voix        | %           |  |
| -------------- | --------------------- | -------------- | ------------ | ------------ | ----------- | ----------- |  |
|                | Paul Dhaille élu      | PS             | 23 611       | 37,17        | 36 189      | 53,97       |  |
|                | Charles Revet sortant | UDF (PR)       | 21 190       | 33,36        | 30 866      | 46,03       |  |
|                | Jean-Pierre Deneuve   | Divers droite  | 9 305        | 14,65        |             |             |  |
|                | Paul Belhache         | PCF            | 8 004        | 12,60        |             |             |  |
|                | Joël Fouache          | PSU            | 950          | 1,49         |             |             |  |
|                | Le Gall du Tertre     | PFN            | 460          | 0,72         |             |             |  |
|                |                       |                |              |              |             |             |  |
| Inscrits       | Inscrits              | Inscrits       | 85 607       | 100,00       | 85 580      | 100,00      |  |
| Abstentions    | Abstentions           | Abstentions    | 21 421       | 25,02        | 17 602      | 20,57       |  |
| Votants        | Votants               | Votants        | 64 186       | 74,98        | 67 978      | 79,43       |  |
| Blancs et nuls | Blancs et nuls        | Blancs et nuls | 666          | 1,04         | 923         | 1,36        |  |
| Exprimés       | Exprimés              | Exprimés       | 63 520       | 98,96        | 67 055      | 98,64       |  |

#### Sixième circonscription (Le Havre-Ouest)
| Candidat       | Candidat                  | Parti          | Premier tour | Premier tour | Second tour | Second tour |  |
| Candidat       | Candidat                  | Parti          | Voix         | %            | Voix        | %           |  |
| -------------- | ------------------------- | -------------- | ------------ | ------------ | ----------- | ----------- |  |
|                | Antoine Rufenacht sortant | RPR (UNM)      | 28 595       | 42,01        | 32 195      | 45,30       |  |
|                | Joseph Menga élu          | PS             | 18 353       | 26,96        | 38 881      | 54,70       |  |
|                | Daniel Colliard           | PCF            | 17 525       | 25,74        | Retrait     | Retrait     |  |
|                | Gilles Klein              | MÉP            | 2 563        | 3,77         |             |             |  |
|                | Alain Ponvert             | LCR            | 531          | 0,78         |             |             |  |
|                | Jean-Pierre Fidelin       | Divers gauche  | 505          | 0,74         |             |             |  |
|                | P. Beaudet                | FN             | 1            | 0,00         |             |             |  |
|                |                           |                |              |              |             |             |  |
| Inscrits       | Inscrits                  | Inscrits       | 96 715       | 100,00       | 96 714      | 100,00      |  |
| Abstentions    | Abstentions               | Abstentions    | 27 992       | 28,94        | 24 614      | 25,45       |  |
| Votants        | Votants                   | Votants        | 68 723       | 71,06        | 72 100      | 74,55       |  |
| Blancs et nuls | Blancs et nuls            | Blancs et nuls | 650          | 0,95         | 1 024       | 1,42        |  |
| Exprimés       | Exprimés                  | Exprimés       | 68 073       | 99,05        | 71 076      | 98,58       |  |

#### Septième circonscription (Le Havre-Est)
|                                                     | André Duroméa sortant réélu | PCF            | 27 158 | 54,97  |  |  |  |
|                                                     | Jacqueline Rubé             | PS             | 10 604 | 21,46  |  |  |  |
|                                                     | Jean-Yves Besselat          | RPR (UNM)      | 10 296 | 20,84  |  |  |  |
|                                                     | Jean-Philippe Sourd         | PSU            | 707    | 1,43   |  |  |  |
|                                                     | Charles Soubeyran           | LO             | 644    | 1,30   |  |  |  |
|                                                     |                             |                |        |        |  |  |  |
| Inscrits                                            | Inscrits                    | Inscrits       | 71 651 | 100,00 |  |  |  |
| Abstentions                                         | Abstentions                 | Abstentions    | 21 584 | 30,12  |  |  |  |
| Votants                                             | Votants                     | Votants        | 50 067 | 69,88  |  |  |  |
| Blancs et nuls                                      | Blancs et nuls              | Blancs et nuls | 658    | 1,31   |  |  |  |
| Exprimés                                            | Exprimés                    | Exprimés       | 49 409 | 98,69  |  |  |  |
| Source : CEVIPOF et Le Monde du 16 juin 1981, p. 26 |                             |                |        |        |  |  |  |

#### Huitième circonscription (Yvetot)
|                | Roger Fossé sortant réélu | RPR (UNM)         | 25 092 | 50,55  |  |  |  |
|                | Jean-Yves Merle           | PS                | 18 792 | 37,86  |  |  |  |
|                | Janine Menet              | PCF               | 3 858  | 7,77   |  |  |  |
|                | Constant Lecoeur          | Divers écologiste | 1 893  | 3,81   |  |  |  |
|                |                           |                   |        |        |  |  |  |
| Inscrits       | Inscrits                  | Inscrits          | 64 393 | 100,00 |  |  |  |
| Abstentions    | Abstentions               | Abstentions       | 14 177 | 22,02  |  |  |  |
| Votants        | Votants                   | Votants           | 50 216 | 77,98  |  |  |  |
| Blancs et nuls | Blancs et nuls            | Blancs et nuls    | 581    | 1,16   |  |  |  |
| Exprimés       | Exprimés                  | Exprimés          | 49 635 | 98,84  |  |  |  |

#### Neuvième circonscription (Dieppe)
| Candidat       | Candidat                | Parti          | Premier tour | Premier tour | Second tour | Second tour |  |
| Candidat       | Candidat                | Parti          | Voix         | %            | Voix        | %           |  |
| -------------- | ----------------------- | -------------- | ------------ | ------------ | ----------- | ----------- |  |
|                | Jean Beaufils élu       | PS             | 18 330       | 33,92        | 33 430      | 59,13       |  |
|                | Jean-Louis Bourlanges   | RPR (UNM)      | 13 756       | 25,45        | 23 107      | 40,87       |  |
|                | Irénée Bourgois sortant | PCF            | 13 665       | 25,29        | Retrait     | Retrait     |  |
|                | François Pinchon        | UDF (UNM)      | 6 738        | 12,47        |             |             |  |
|                | Michèle Petiteville     | LO             | 658          | 1,22         |             |             |  |
|                | Jean-Claude Chauvière   | MDD            | 636          | 1,18         |             |             |  |
|                | Gaston Courtin          | Divers gauche  | 255          | 0,47         |             |             |  |
|                |                         |                |              |              |             |             |  |
| Inscrits       | Inscrits                | Inscrits       | 72 642       | 100,00       | 72 639      | 100,00      |  |
| Abstentions    | Abstentions             | Abstentions    | 17 793       | 24,49        | 14 921      | 20,54       |  |
| Votants        | Votants                 | Votants        | 54 849       | 75,51        | 57 718      | 79,46       |  |
| Blancs et nuls | Blancs et nuls          | Blancs et nuls | 811          | 1,48         | 1 181       | 2,05        |  |
| Exprimés       | Exprimés                | Exprimés       | 54 038       | 98,52        | 56 537      | 97,95       |  |

#### Dixième circonscription (Gournay-en-Bray)
|                | Georges Delatre sortant réélu | RPR (UNM)      | 21 903 | 53,21  |  |  |  |
|                | Claude Verdier                | PS             | 15 093 | 36,67  |  |  |  |
|                | Michel Mille                  | PCF            | 4 167  | 10,12  |  |  |  |
|                |                               |                |        |        |  |  |  |
| Inscrits       | Inscrits                      | Inscrits       | 57 291 | 100,00 |  |  |  |
| Abstentions    | Abstentions                   | Abstentions    | 15 267 | 26,65  |  |  |  |
| Votants        | Votants                       | Votants        | 42 024 | 73,35  |  |  |  |
| Blancs et nuls | Blancs et nuls                | Blancs et nuls | 861    | 2,05   |  |  |  |
| Exprimés       | Exprimés                      | Exprimés       | 41 163 | 97,95  |  |  |  |